# Референдум о независимости Армении (1991)
Референдум по независимости проходил в Армении 21 сентября 1991 года. На нём решался вопрос о подтверждении независимости республики от СССР. 99,5 % избирателей проголосовали за объявление независимости при явке 95 %.

## Контекст

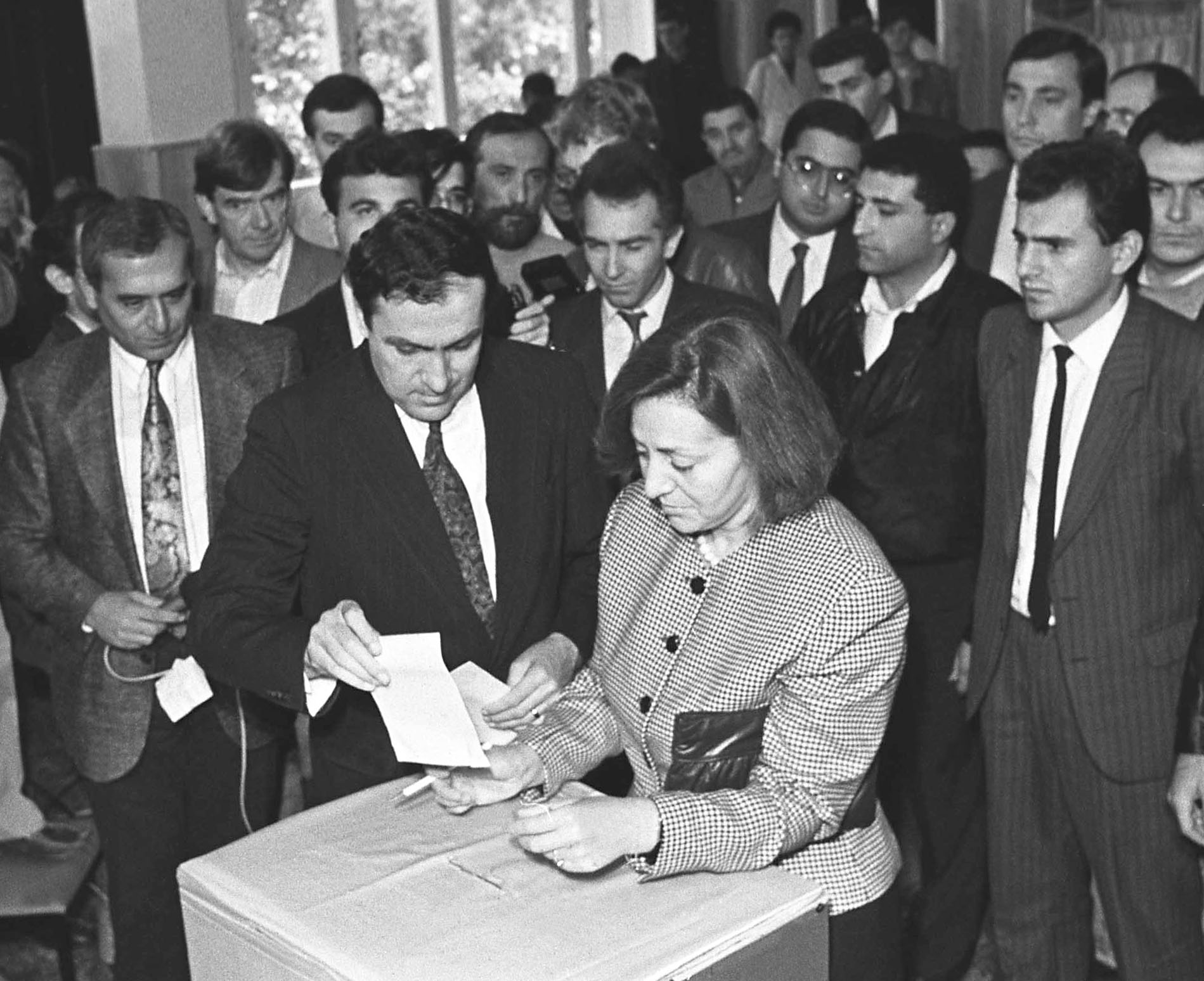
Глава Армении Левон Тер-Петросян голосует на референдуме, 1991 г.

23 августа 1990 года Верховный Совет Армянской ССР принял Декларацию о независимости Армении, ознаменовавшую начало процесса утверждения независимой государственности. Было объявлено, что Республика Армения — суверенное государство, наделенное независимостью. Прекращалось действие Конституции СССР и законов СССР на территории республики. В целях обеспечения своей безопасности и неприкосновенности границ Республика Армения создавала подчиняющиеся Верховному Совету собственные Вооруженные Силы, внутренние войска, органы государственной и общественной безопасности.
1 марта 1991 года, несмотря на ранее принятую декларацию, Верховный Совет Армении постановил провести референдум о выходе из состава СССР, вынеся на всенародное голосование следующий вопрос:

Согласны ли Вы, чтобы Республика Армения была независимым демократическим государством вне состава СССР?
Оригинальный текст (арм.)Համաձա՞յն եք, որ Հայաստանի Հանրապետությունը լինի անկախ ժողովրդավարական պետություն ԽՍՀՄ-ի կազմից դուրս։

Референдум назначен на 21 сентября 1991 года. Президиуму Верховного Совета республики было предоставлено право «в случае резкого изменения ситуации принять решение о досрочном проведении референдума».
25 марта председателю Верховного Совета СССР было направлено заключение, где было сказано, что данное постановление соответствует требованиям Закона СССР от 3 апреля 1990 года «О порядке решения вопросов, связанных с выходом союзной республики из СССР» в части субъекта, выступающего с инициативой о проведении референдума (статья 2), сроков его проведения (не ранее, чем через шесть, и не позднее, чем через девять месяцев после принятия решения о постановке вопроса о выходе союзной республики из СССР (часть 3 статьи 2).
5 августа председатель Верховного Совета Армении Левон Тер-Петросян направил письмо председателю Верховного Совета СССР Анатолию Лукьянову, в котором просил его в соответствии со статьей 5 Закона СССР «О порядке решения вопросов, связанных с выходом союзной республики из СССР» решить вопрос о присутствии на территории Армении в качестве наблюдателей уполномоченных представителей Союза ССР, союзных и автономных республик, автономных образований, а также пригласить представителей Организации Объединённых Наций.
21 сентября 1991 года референдум состоялся. Большинство граждан, имеющих избирательное право, ответили на этот вопрос утвердительно.
23 сентября 1991 года Верховный Совет Армении по результатам референдума подтвердил независимость республики.